# RM-SYSTÉM
RM-SYSTEM, Tschechische Börse a.s. ist eine Wertpapierbörse, an der Aktien tschechischer und ausländischer Unternehmen gehandelt werden. Der alleinige Eigentümer dieser Börse ist Fio Banka.

## Geschichte
Die RM-System Börse wurde 1993 gegründet und richtet sich vor allem an kleine und mittelgroße Anleger. Der Anteil von RM-System am Aktienhandel in der Tschechischen Republik liegt seit langem bei etwa 1,5 Prozent. Der anvisierte Wettbewerbsvorteil des RM-Systems liegt in der schnelleren Abwicklung von Geschäften als an der Prager Börse.